# Port-en-Bessin-Huppain
Port-en-Bessin-Huppain is een plaats in Frankrijk. Het ligt aan de kust van Normandië, aan het Kanaal. Port-en-Bessin-Huppain telde op 1 januari 2022 1.888 inwoners.

## Haven
Voor Port-en-Bessin-Huppain ligt een baai, met een golfbreker rondom. Deze baai is onderhevig aan de getijden en valt droog met laag water. De haven zelf wordt beschermd door een sluis. Deze gaat twee uur voor hoog water open en twee uur na hoog water dicht. Daarna is het tot het volgende hoog water niet meer mogelijk de haven in of uit te varen. Vanuit de haven worden rondvaarten georganiseerd, onder andere naar het nabijgelegen Arromanches.

## 1944
Rondom het dorp en in de kustlijn bij het dorp zijn nog veel resten van bunkers uit de Tweede Wereldoorlog te vinden.
Port-en-Bessin speelde in 1944 een belangrijke rol bij de aanvoer van brandstof voor de geallieerde troepen. Kleine tankers konden de haven binnenvaren en afmeren aan de kade, maar grote tankers bleven zo’n kilometer voor de kust liggen. Hier lag een boei die met de pijplijn met het vasteland was verbonden. Schepen gingen voor anker bij de boei en de brandstof werd vanuit het schip, via de boei naar opslagtanks bij Port-en-Bessin gepompt. De boei en pijplijn staan ook bekend als TOMBOLA. Rond 15 juni 1944, dat is negen dagen na de landing, kwamen TOMBOLA al in gebruik. In de plannen voor Operatie Overlord was rekening gehouden met een aanvoer van gemiddeld 700 ton per dag. De verovering van Cherbourg duurde langer dan verwacht en die zeehaven was zwaar beschadigd waardoor Port-en-Bessin belangrijker werd voor de brandstofaanvoer. Uiteindelijk werd zo’n 2.000 ton per dag gelost.
De 'Casino-scene' in de oorlogsfilm The Longest Day is opgenomen in Port-en-Bessin-Huppain.

## Feestdagen

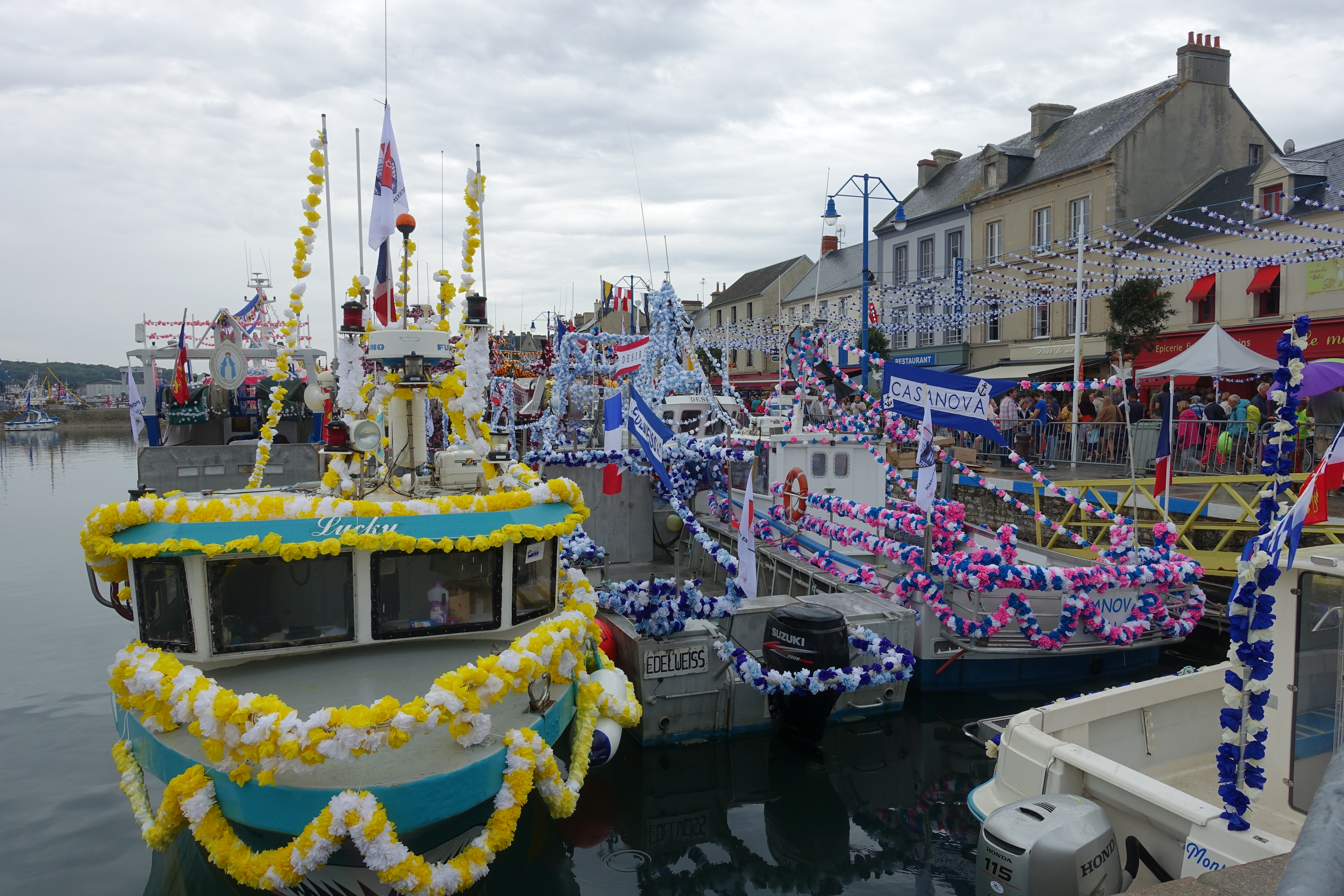
Versierde boten tijdens de Benediction de la Mer, augustus 2018

### Bénédiction de la mer
Elke vijf jaar vindt in augustus de "Bénédiction de la mer" plaats (letterlijk de zegening van de zee), een eerbetoon aan het standbeeld van de maagd Maria op de vuurtoren, die de vissers beschermt. De traditie stamt uit 1908. De binnenstad wordt op die dag rijk versierd met witte en blauwe bloemen van crêpepapier die op visnetten worden bevestigd. Ook zijn alle boten in de haven met gekleurde bloemen versierd. Tijdens het feest vindt ook een processie plaats.

## Geografie
De oppervlakte van Port-en-Bessin-Huppain bedroeg op 1 januari 2022 7,56 vierkante kilometer; de bevolkingsdichtheid was toen 249,7 inwoners per km².
De onderstaande kaart toont de ligging van Port-en-Bessin-Huppain met de belangrijkste infrastructuur en aangrenzende gemeenten.

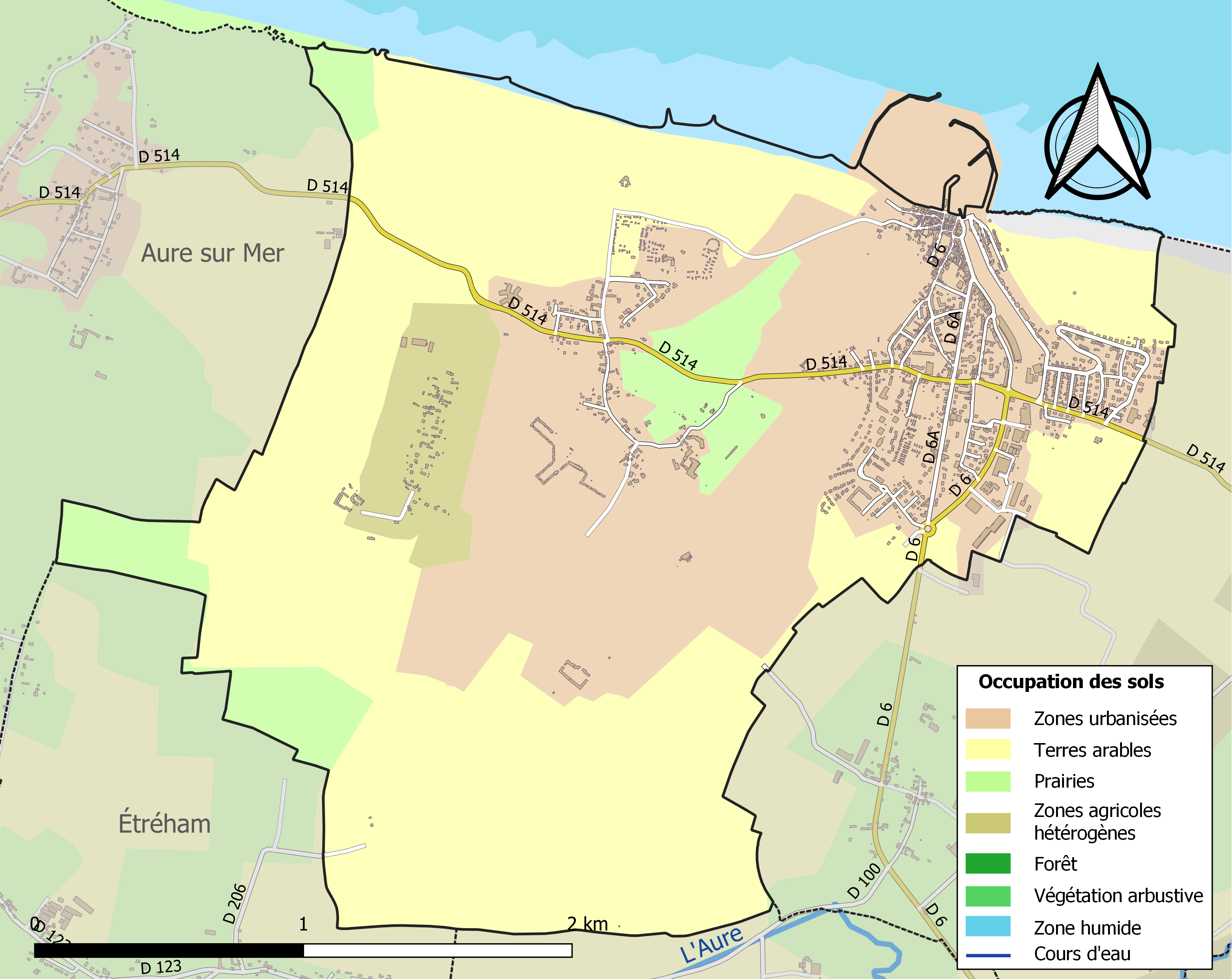

## Demografie
Onderstaande figuur toont het verloop van het inwonertal, bron: INSEE-tellingen.
Vanwege een beveiligingsprobleem met de MediaWiki Graph-software is het momenteel niet mogelijk deze grafiek weer te geven. Zodra de software is bijgewerkt zal de grafiek vanzelf weer zichtbaar worden.

## Fotogalerij

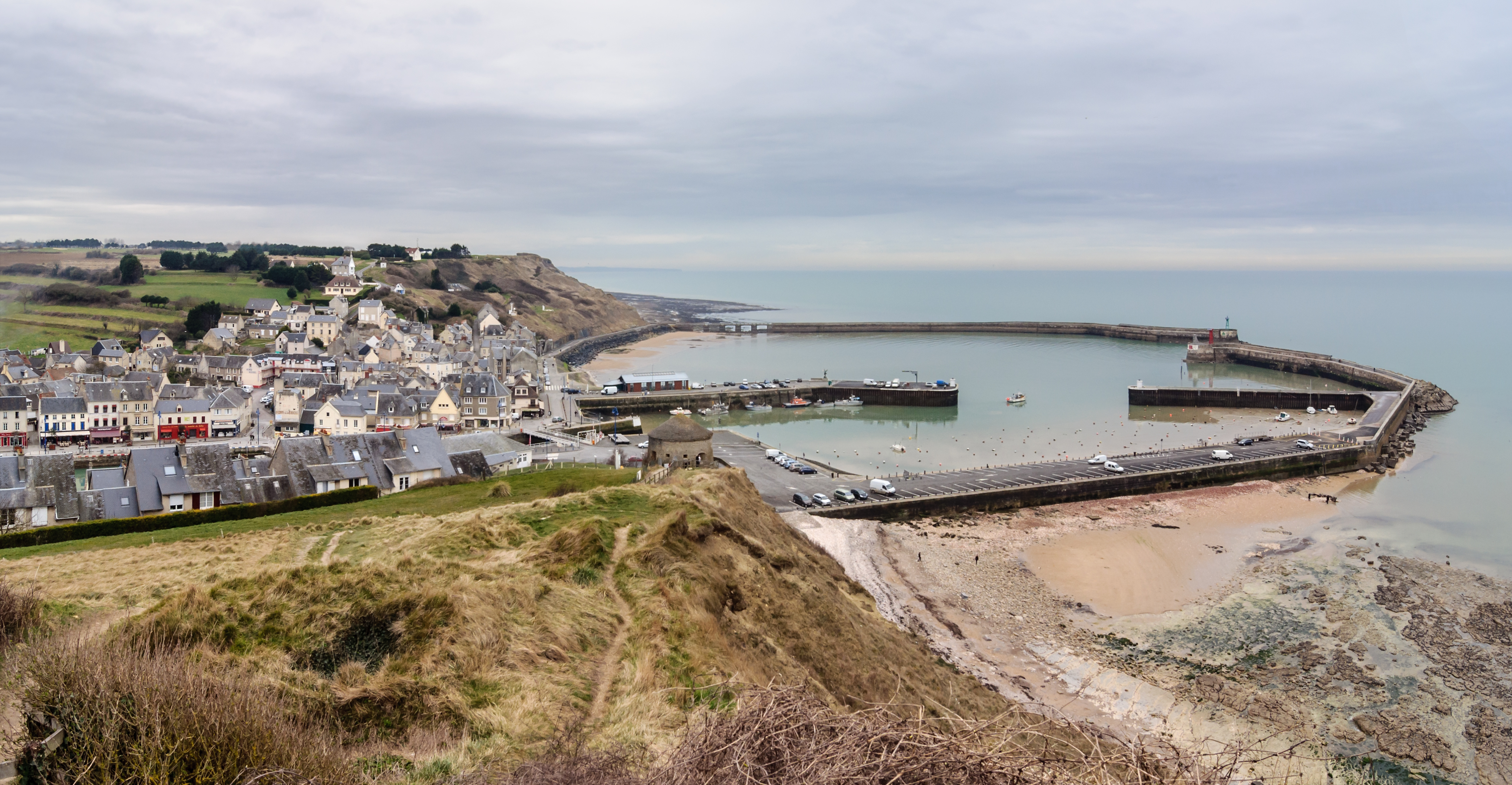
Port-en-Bessin-Huppain
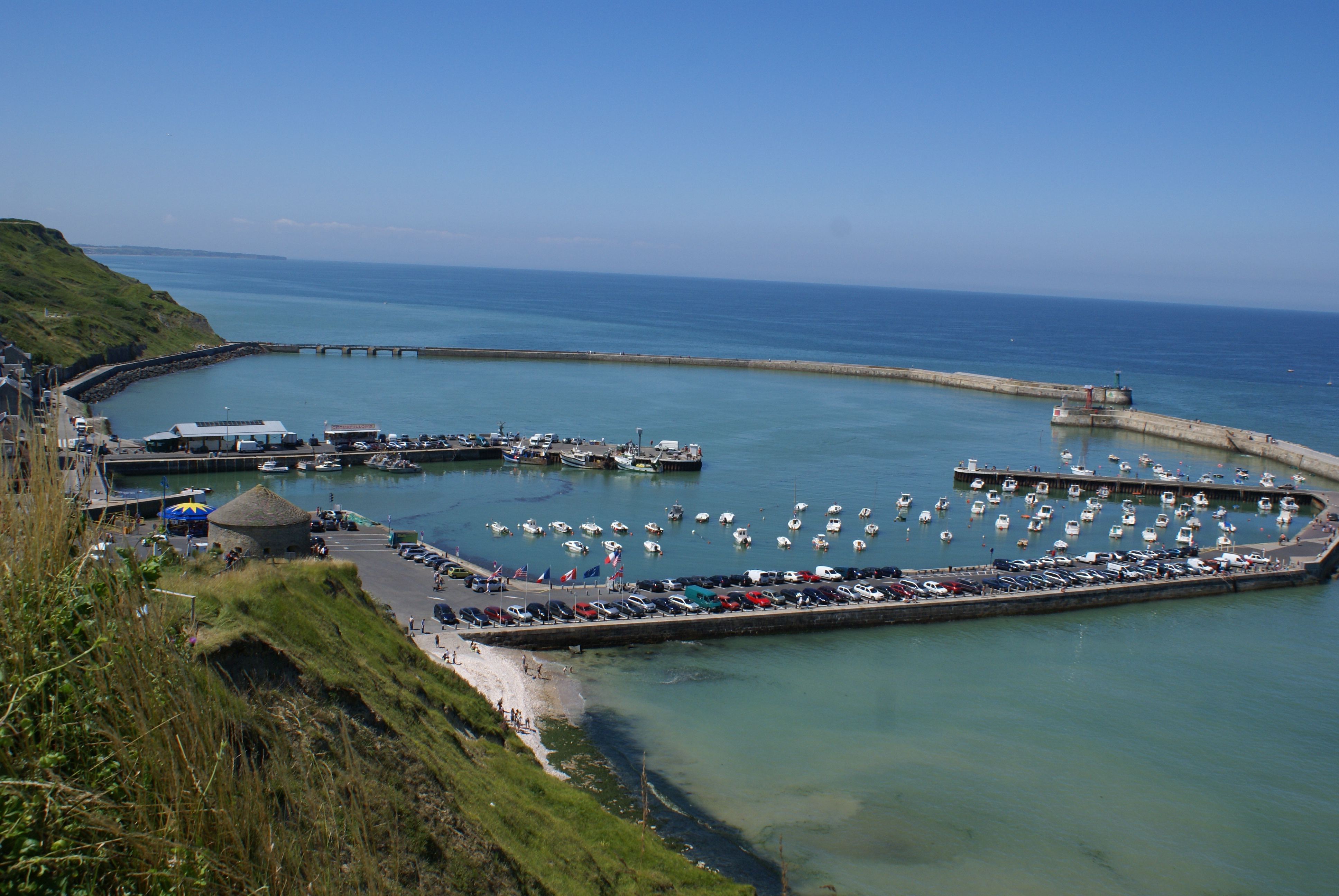
Hoog water
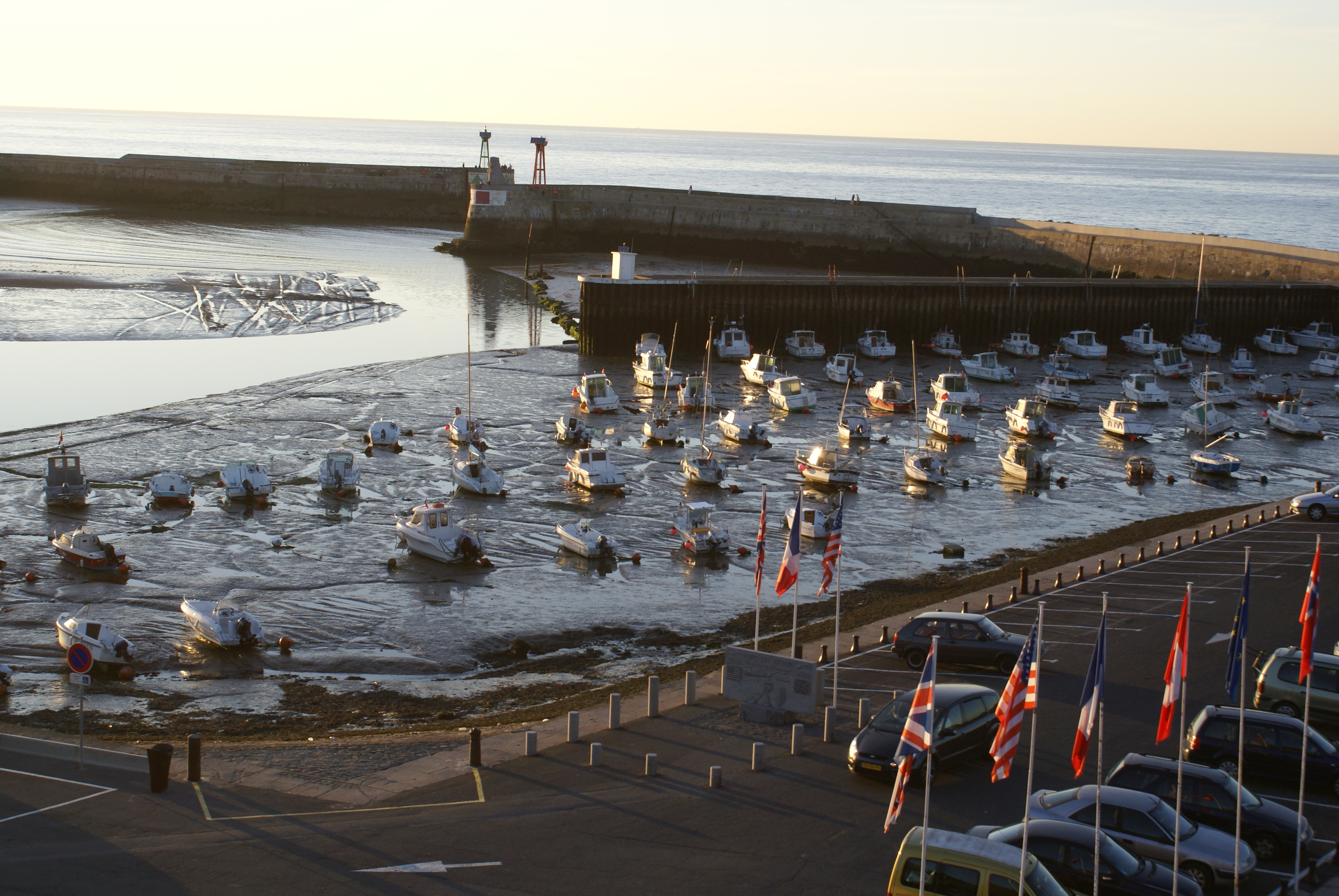
Laag water
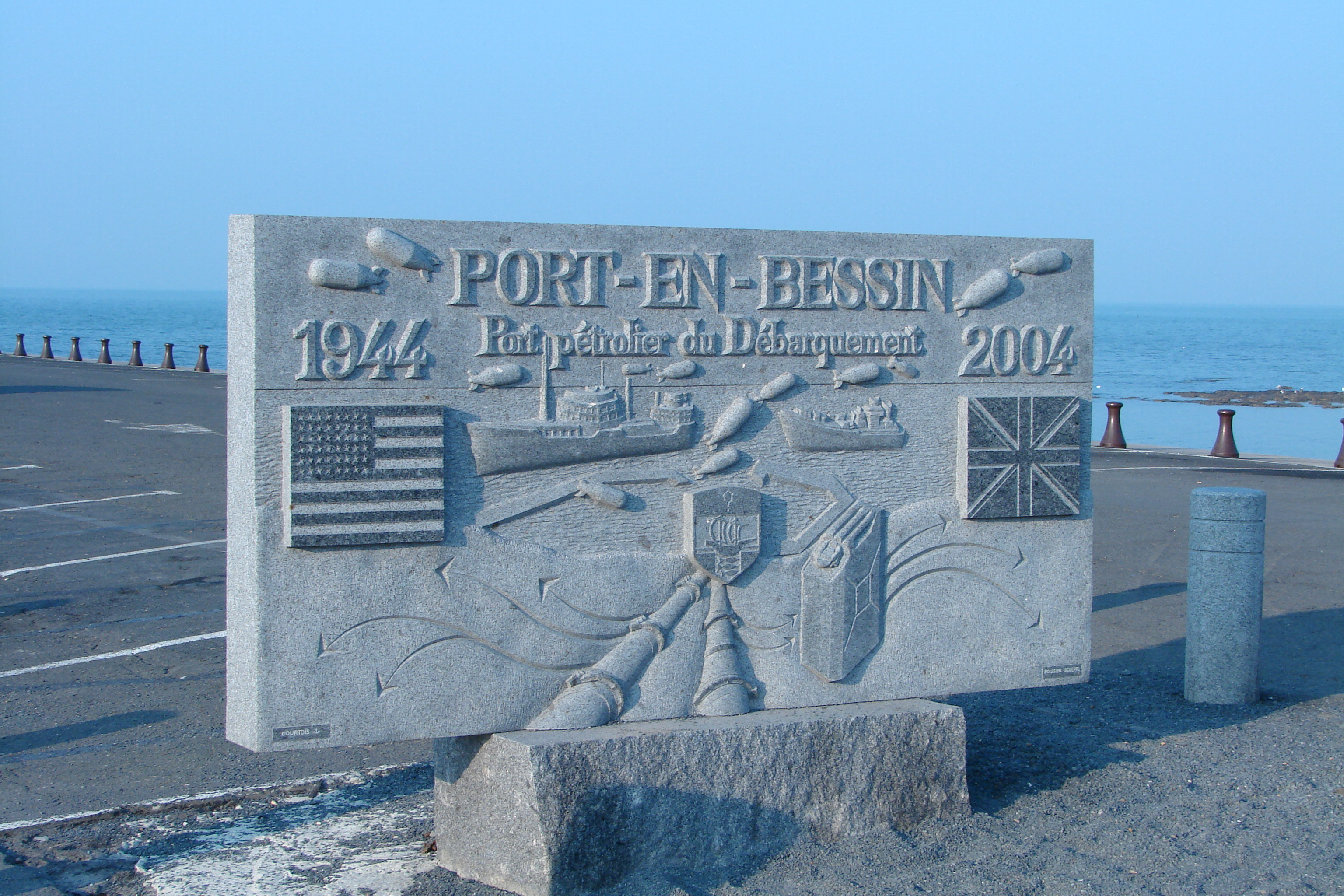
Gedenkplaat olieaanvoer tijdens Tweede Wereldoorlog